# Wirkungsanalyse
Als Wirkungsanalyse oder Assessment wird in den Wirtschaftswissenschaften die Abschätzung von Auswirkungen einer Aktivität und deren Bewertungen bezeichnet. Im Gegensatz zur Nutzwertanalyse setzt die Wirkungsanalyse nicht erst bei der Bewertung der ermittelten Ergebnisse einer Aktivität ein, sondern bezieht die Ergebnisermittlung in die Analyse mit ein. Das Wort Assessment kommt gelegentlich auch in der francophonen Schreibweise Assessement vor.
Die Wirkungsanalyse hebt damit die Trennung zwischen Ergebnisermittlung und -bewertung auf und betrachtet den gesamten Komplex. Gegenstand der wissenschaftlichen Betrachtung sind daher neben Bewertungsverfahren auch Prognoseverfahren.

## In der Altersmedizin
In der Altersmedizin wird ein breit gefächertes Geriatrisches Assessment in zwei Stufen zur Abklärung verschiedener Wechselwirkungen der typischen Alterssyndrome empfohlen. Der Ausdruck kommt hier von der Bezeichnung der Eingangsuntersuchung in amerikanischen Kliniken (Optimale Allokation von Ressourcen).
1. Schritt: Ein Screening mittels standardisiertem Fragebogen nach Sehen und Hören, Beweglichkeit von Armen und Beinen, Harn- bzw. Stuhlinkontinenz, Ernährung, kognitiver Leistungsfähigkeit, emotionalem Befinden, sozialer Unterstützung und Aktivität. Sind Problembereiche vorhanden, sollte ein zweiter Schritt folgen.
2. Schritt: Das umfassendere Basis-Assessment, bestehend aus Barthel-Test, Gedächtnistest nach Folstein (Mini-Mental-Test), Depressionstest nach Yesavage (GSD), Sozialfragebogen, Motilitätstest nach Tinetti, Up and Go-Test, Uhren-Zeichen-Test, Messung der Handkraft.

## In der Pflegewissenschaft
Auch in der Pflege muss vor Einleitung entsprechender Pflegemaßnahmen (kurativ oder präventiv) ein Assessment durchgeführt werden. Pflegeassessment wird dabei definiert als „die Einschätzung pflegerelevanter Variablen und Phänomene zum Zweck der Bewertung und/oder der nachfolgenden Handlungsinitiierung“.
Die pflegerische Relevanz grenzt diese Assessment-Verfahren zu benachbarten Wissenschaftsfeldern, z. B. der Alternswissenschaft, ab, die sich teilweise gleiche Verfahren zu Nutze machen.

## In Unternehmen
Siehe Hauptartikel Assessment-Center
Das Assessment-Center ist ein Verfahren zur Beurteilung und Auswahl von Fach- und Führungskräften.
Viele Unternehmen laden heutzutage ihre Bewerber nach einem erfolgreichen Bewerbungsgespräch zu einem Basis-Assessment ein, um die Qualifikation und Reaktion der Bewerber genauer zu beurteilen. Bei diesen Basis-Assessments werden typische Arbeitsabläufe schon einmal „durchgespielt“: So können die Beurteiler aus einem vorausgewählten Bewerberpool weitere Auswahlen treffen. Aus diesen wird dann der Kandidat ausgewählt.

## In Non-Profit-Organisationen
Siehe auch Erfolgsmessung und Wirkungskontrolle bei Social Entrepreneurship
Non-Profit-Organisationen bzw. gemeinnützige Organisationen sind aufgrund ihrer steuerlichen Begünstigungen, der Zuwendungen durch Spender oder öffentlicher Förderung gegenüber ihren Stakeholdern verstärkt verpflichtet, die Erfolge ihrer Arbeit – also ihre soziale Wirkung – nachzuweisen. In diesem Zusammenhang meint Wirkungsanalyse einen sozialwissenschaftlichen Nachweis von auf Aktivitäten bzw. Leistungen (Outputs) gemeinnütziger Organisationen zurückzuführenden Wirkungen auf Ebene der Zielgruppe (Outcomes) und auf gesellschaftlicher Ebene (Impacts).

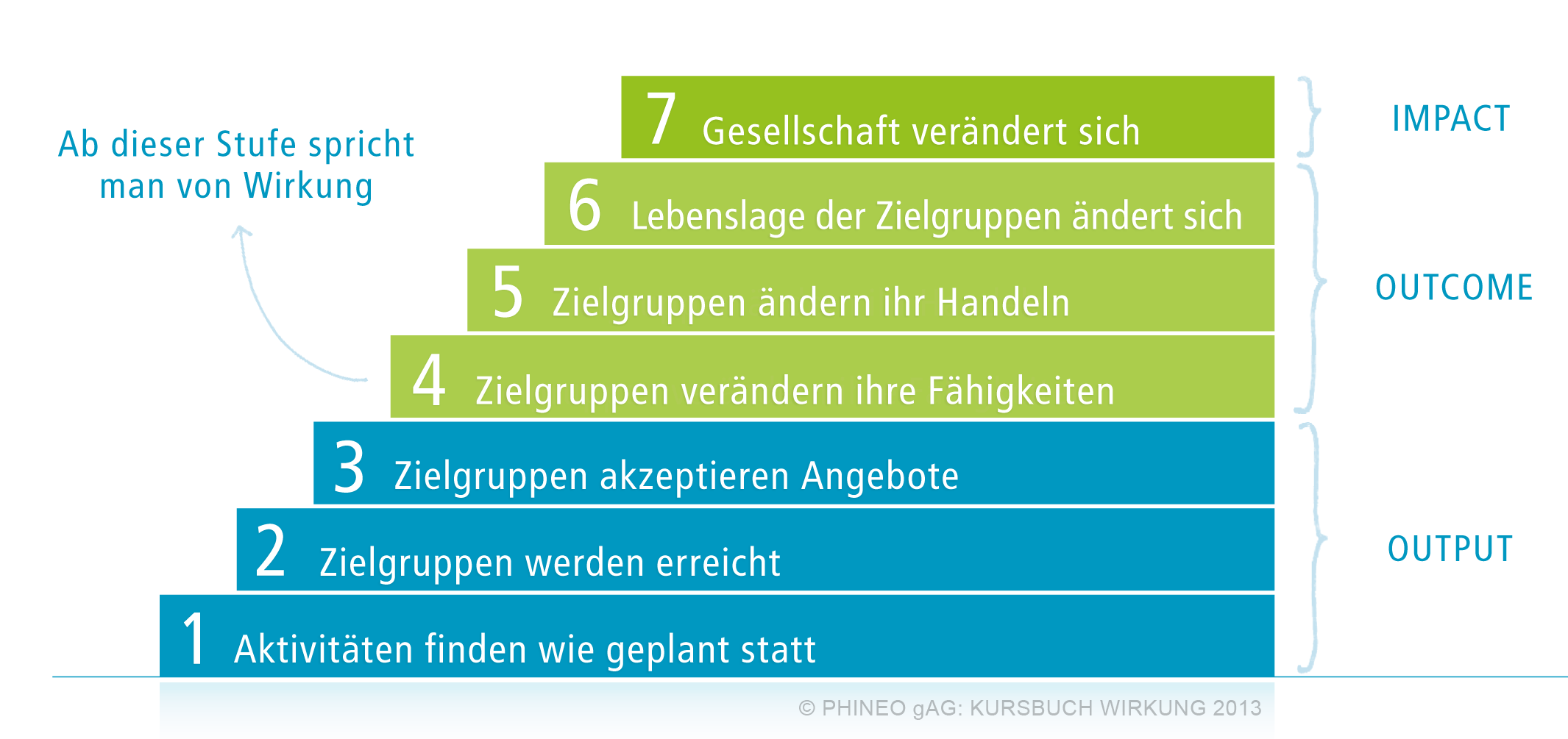
Die Wirkungstreppe veranschaulicht, wie sich Outputs, Outcomes und Impact voneinander abgrenzen.

Beispiel: Ein Projekt einer gemeinnützigen Organisation hilft Jugendlichen bei der Ausbildungsplatzsuche. Hierfür stellt es Schulungsräume, Ausbilder und Lernunterlagen zur Verfügung (Input), infolgedessen Nachhilfestunden und Bewerbungstrainings stattfinden (Outputs). Erlangen infolge des Projekts die Jugendlichen die Fähigkeit, selbstständig und qualitativ gute Bewerbungsunterlagen zu erstellen, die Schule mit einem guten Abschluss verlassen und einen Ausbildungsplatz zu finden, sind das Outcomes. Eine gesellschaftliche Wirkung (Impact) ist erreicht, wenn das Projekt zur Verringerung der Jugendarbeitslosigkeit (etwa im Stadtteil) beiträgt.
Bei der Wirkungsanalyse geht es zum einen darum, ob und in welchem Maß eine Wirkung erreicht wurde. Hier wird auch der Begriff der Wirkungsmessung genutzt, wobei dieser suggeriert, Wirkungen ließen sich quantifizieren und exakt messen, was in der Realität jedoch nur in Ausnahmefällen möglich ist.
Ein Ansatz zur Bewertung des durch soziale Projekte geschaffenen gesellschaftlichen Mehrwerts ist der Social Return on Investment (SROI). Kritiker dieser Methode weisen darauf hin, dass der SROI wesentlich darauf basiert, Wirkungen monokausal herleiten zu können, was den Erfahrungen in der Realität widerspricht, wonach Wirkungen aus einer Vielzahl von Einflüssen resultieren. Der SROI ist somit nur bedingt aussagekräftig.
Der Erfolg sozialer Arbeit ist sehr komplex und schwer zu messen. Deswegen geht es bei der Wirkungsanalyse zum anderen darum wie, also mit welcher Wirkungslogik, die Ziele erreicht werden sollen. Entlang der IOOI-Logik, also der Wirkungskette Input-Output-Outcome-Impact, stellen sich dabei u. a. folgende Fragen:
- Wie viele Ressourcen fließen in das Projekt (Input)?
- Welche Leistungen (Angebote, Projekte, Maßnahmen, Programme) erbringt das Projekt und welche Zielgruppen werden erreicht (Output)?
- Welche Veränderungen treten bei der Zielgruppe ein und in welchem Ausmaß (Outcome)? (Welche Veränderungen lassen sich auf Ebene des Wissens, des Verhaltens und des sozialen Aufstiegs feststellen?)
- Zu welchen gesellschaftlichen Entwicklungen trägt das Projekt auf übergeordneter Ebene bei (Impact)?

Richtlinien zur Berichterstattung sozialer Projekte wie der Social Reporting Standard (SRS) helfen dabei, solche Wirkungsketten zu dokumentieren und transparent zu kommunizieren.
Um das Erreichen einzelner Ziele (Outputs, Outcomes, Impact) überprüfen zu können, bedarf es jeweils eigener Indikatoren für jedes dieser Ziele. Mithilfe der Indikatoren lässt sich später feststellen, ob ein zuvor definiertes Ereignis eingetreten ist und ob ein Projekt Fortschritte macht oder ob und wie stark es vom Plan abweicht. Dabei gibt es verschiedene Arten von Indikatoren.
Zum anderen dient die Wirkungsanalyse auch dem internen Qualitätsmanagement. Sofern sich eine gemeinnützige Organisation systematisch und regelmäßig mit den gesteckten Zielen, den zu erreichenden Zielgruppen, den Angeboten und den erzielten Wirkungen beschäftigt, steigert dies die Qualität ihrer Arbeit. Die Wirkungsanalyse fußt dabei auf dem Gedanken des Lernens und Verbesserns, der Fehlerfreundlichkeit und Lernbereitschaft impliziert.
Instrumente der Wirkungsanalyse sind Monitoring und Evaluation. Monitoring bedeutet in diesem Zusammenhang, dass regelmäßig Informationen gesammelt werden, die den Projektfortschritt dokumentieren und Aussagen zur Qualität zulassen. Das Monitoring eignet sich insbesondere für die Erhebung von Inputs, Outputs und vergleichsweise leicht zu erfassenden Wirkungen. Komplexere und schwerer zu erhebende Informationen werden dagegen meist mithilfe einer Evaluation erfasst. Eine Evaluation im Sinne der Wirkungsanalyse nimmt Prozesse und erzielte Wirkungen in den Blick.
Zur Durchführung von Wirkungsanalysen in den Arbeitsfeldern der Sozialen Arbeit wurde der Wirkungsradar entwickelt, der eine Systematik empirischer Methoden für eine alltagstaugliche Wirkungsanalyse bietet. Zentraler Grundgedanke ist dabei das stufenweise Vorgehen, das einen niederschwelligen Einstieg in die Wirkungsorientierung und Wirkungsanalyse bietet. Weiterhin wird die Unterscheidung zwischen Effekten und Wirkung bei den Analysen berücksichtigt und davon ausgegangen, dass auch Kontextfaktoren einen Einfluss auf die zu erzielende Wirkung haben.